# Deborah Heiligman
Deborah Heiligman est une illustratrice et femme de lettres américaine. Elle est spécialisée en littérature d'enfance et de jeunesse. Son œuvre prend la forme d'illustrations romans de jeunes adultes et intègre des œuvres de fiction ou non.

## Biographie
Heiligman grandit à Allentown (Pennsylvanie). Elle fréquente la William Allen High School, où elle reçoit un diplôme avec mention. Elle termine ensuite des études de premier cycle à l'université Brown.
Elle épouse Jonathan Weiner. Après la naissance de ses deux enfants, elle commence une carrière d'auteure. En plus de ses livres pour les enfants et adolescents, elle écrit des articles pour des quotidiens tels le The New York Times et le The Philadelphia Inquirer et des magazines tels Ladies' Home Journal, Sesame Street Parents Guide et Parents.

## Prix et distinctions
Le livre Charles and Emma: The Darwins' Leap of Faith remporte YALSA Award for Excellence in Nonfiction (en) for Young Adults. Il est finaliste pour le prix Michael L. Printz ainsi que pour le National Book Award et le Los Angeles Times Book Prize.  
Intentions remporte le Sydney Taylor Book Award (en) for Teen readers.

## Œuvres
- The Boy Who Loved Math: The Improbable Life of Paul Erdös (2013)[6]
- Intentions (2012)[7]
- Charles and Emma: The Darwins’ Leap of Faith (2009)[8],[9],[10]
- Cool Dog, School Dog (2009)[11]
- Holidays Around the World series:
- Celebrate Christmas with Carols, Presents and Peace (2007)
- Celebrate Easter with Colored Eggs, Flowers, and Prayer (2007)
- Celebrate Halloween with Pumpkins, Costumes and Candy (2007)[12]
- Celebrate Hanukkah with Light, Latkes, and Dreidels (2006)
- Celebrate Independence Day with Parades, Picnics and Fireworks (2007)
- Celebrate Passover with Matzah, Maror, and Memories (2007)
- Celebrate Ramadan and Eid Al-Fitr with Praying, Fasting and Charity (2006)
- Celebrate Rosh Hashanah and Yom Kippur with Honey, Prayers and the Shofar (2007)
- Celebrate Thanksgiving with Turkey, Family and Counting Blessings (2006)
- Fun Dog, Sun Dog (2005)[13]
- High Hopes: A Photobiography of John F. Kennedy (2003)
- Honeybees (2002)
- Babies: All You Need to Know (2002)
- Earthquakes (2002)
- The Mysterious Ocean Highway: Benjamin Franklin and the Gulf Stream (2000)
- Mike Swan, Sink or Swim (1998)
- The Story of the Titanic (1998)
- The Kid’s Guide to Research (1998)
- Too Perfect (EEEK! Stories to Make You Shriek) (1996)
- From Caterpillar to Butterfly (1996)
- On the Move (1996)
- Mark Leakey: In Search of Human Beginnings (1995)
- Barbara McClintock: Alone in Her Field (1994)
- Into the Night (1990)